# 大野耀平
大野 耀平（おおの ようへい、1994年12月6日 - ）は、東京都板橋区出身のサッカー選手。ポジションはフォワード。J3リーグ・カマタマーレ讃岐所属。

## 来歴

### プロ入り前
帝京高校で3年時に主将を務めたが全国高等学校サッカー選手権大会への出場はならなかった。高校卒業後の2013年に常葉大学に入学して浜松キャンパスサッカー部に入部。2015年に東海学生サッカーリーグ戦1部で得点王を獲得した他、2015年および2016年は東海・北信越選抜に選出された。

### 京都サンガ
2017年より京都サンガF.C.に入団した。3月12日、第3節のアビスパ福岡戦で途中出場からプロデビューを果たした。11月8日、第33節の愛媛FC戦で先発するとJリーグ初ゴールを決めた。

### カターレ富山
2020年、カターレ富山へ期限付き移籍。シーズン終了後、富山へ完全移籍。2023年シーズン終了後、契約満了により退団することが発表された。

### カマタマーレ讃岐
2023年12月28日、カマタマーレ讃岐に完全移籍することが発表された。

## 所属クラブ
- 高島平サッカークラブ
- 浦和レッズジュニアユース
- 帝京高等学校
- 2013年 - 2016年 常葉大学浜松キャンパス
- 2017年 - 2020年  京都サンガF.C.
  - 2020年  カターレ富山（期限付き移籍）
- 2021年 - 2023年  カターレ富山
- 2024年 -  カマタマーレ讃岐

## 個人成績
| 国内大会個人成績 | 国内大会個人成績 | 国内大会個人成績 | 国内大会個人成績 | 国内大会個人成績 | 国内大会個人成績 | 国内大会個人成績 | 国内大会個人成績 | 国内大会個人成績 | 国内大会個人成績 | 国内大会個人成績 | 国内大会個人成績 |
| 年度             | クラブ           | 背番号           | リーグ           | リーグ戦         | リーグ戦         | リーグ杯         | リーグ杯         | オープン杯       | オープン杯       | 期間通算         | 期間通算         |
| 年度             | クラブ           | 背番号           | リーグ           | 出場             | 得点             | 出場             | 得点             | 出場             | 得点             | 出場             | 得点             |
| 日本             | 日本             | 日本             | 日本             | リーグ戦         | リーグ戦         | リーグ杯         | リーグ杯         | 天皇杯           | 天皇杯           | 期間通算         | 期間通算         |
| ---------------- | ---------------- | ---------------- | ---------------- | ---------------- | ---------------- | ---------------- | ---------------- | ---------------- | ---------------- | ---------------- | ---------------- |
| 2017             | 京都             | 19               | J2               | 8                | 1                | -                | -                | 0                | 0                | 8                | 1                |
| 2018             | 京都             | 19               | J2               | 16               | 3                | -                | -                | 1                | 0                | 17               | 3                |
| 2019             | 京都             | 19               | J2               | 10               | 1                | -                | -                | 1                | 0                | 11               | 1                |
| 2020             | 富山             | 14               | J3               | 21               | 3                | -                | -                | -                | -                | 21               | 3                |
| 2021             | 富山             | 9                | J3               | 26               | 9                | -                | -                | 1                | 0                | 27               | 9                |
| 2022             | 富山             | 9                | J3               | 19               | 7                | -                | -                | 1                | 0                | 20               | 7                |
| 2023             | 富山             | 9                | J3               | 29               | 5                | -                | -                | 3                | 2                | 32               | 7                |
| 2024             | 讃岐             | 22               | J3               | 16               | 3                | 0                | 0                | 1                | 0                | 17               | 3                |
| 通算             | 日本             | 日本             | J2               | 34               | 5                | -                | -                | 2                | 0                | 36               | 5                |
| 通算             | 日本             | 日本             | J3               | 111              | 27               | 0                | 0                | 6                | 2                | 117              | 29               |
| 総通算           | 総通算           | 総通算           | 総通算           | 146              | 32               | 0                | 0                | 8                | 2                | 153              | 34               |

出場歴
- Jリーグ初出場 - 2017年3月12日 J2第3節 アビスパ福岡戦 (レベルファイブスタジアム)
- Jリーグ初得点 - 2017年11月8日 J2第33節 愛媛FC戦 (ニンジニアスタジアム)